# Trendalyzer
Trendalyzer は、スウェーデンに拠点を置くハンス・ロスリングのギャップマインダー財団によって開発された統計アニメーションソフトウェア。2007年3月、Google Inc.によって買収された。現在のβバージョンは、世界の国々の開発に関する統計的・歴史的なデータを事前に読み込んだFlashを用いたアプリケーションであり、ギャップマインダー財団ウェブサイトからアクセスできる。
Trendalyzerのいくつかのコンポーネント、特にFlashベースのモーショングラフガジェットは、GoogleのVisualozations APIによって一般に利用可能である。

## 他のベンダーによって提供されている似たようなグラフ機能
- MicroStrategy's Animated Bubble Chart (英語)
- Report Portal's Moving Bubble Chart (英語)
- Smart Money's Living Yield Curve (英語)